# Rudolf André
Rudolf André, auch Rudolph André, (* 16. Januar 1792 in Gotha; † 12. Januar 1825 in Tischnowitz) war ein deutscher Landwirt.

## Leben
Als Sohn des Landwirts und Pädagogen Christian Karl André und als Bruder des Forstwirts Emil André wurde Rudolf André geboren. Mit 17 Jahren begann er eine landwirtliche Tätigkeit in Mähren, die er später in Böhmen fortsetzte. Seit 1814 wirkte er für den Fürsten Salm-Reifferscheidt und wurde 1820 Wirtschaftsdirektor für Rainz und Blansko. Dieses Amt hielt er vier Jahre lang inne, dann, 1825, begann er, die Güter Tischnowitz und Staaz zu verwalten. Noch im Januar dieses Jahres starb er im Alter von 32 Jahren.
Wie sein Bruder befasste sich Rudolf André mit der Schafzucht und erlangte Bedeutung durch ihre Systematisierung, die es ermöglichte, bei der Zucht neuer Rassen konstante Ergebnisse zu erzielen. Als erster landwirtschaftlicher Autor beschrieb er gründlich und vollständig die Methoden der Schafzucht.

## Werke
- Anleitung zur Veredelung des Schafviehs (Prag 1815)
- Darstellung der vorzüglichen landwirthschaftlichen Verhältnisse (Prag 1815, 4. Auflage 1848)
- Kurzgefaßter Unterricht über die Wartung des Schafviehs (1818)
- Ueber die Verwaltung landtäflicher Güter in Böhmen, Mähren und Oestreich (Prag 1820)
- Ideen über die Verwaltung landtäflicher Güter in Böhmen, Mähren und Oesterreich (1821)